# Bakary Gassama
Bakary Papa Gassama (Gambia, 10 de febrero de 1979) se convirtió en árbitro de la FIFA en 2007. Ofició en el torneo olímpico de 2012, en el que fue el cuarto árbitro del partido por la medalla de oro entre México y Brasil. También se desempeñó como árbitro en los torneos de la Copa Africana de Naciones de 2012 y 2013, así como en las eliminatorias de la Copa Mundial de la FIFA de 2014.

## Trayectoria
Ha dirigido como árbitro en la Primera División de Gambia, en el Torneo masculino de fútbol en los Juegos Olímpicos de Londres 2012, en donde fue el cuarto árbitro del partido por la medalla de oro entre  México y Brasil.
También fue árbitro en la Copa Africana de Naciones 2012 y 2013, así como en la Clasificación de CAF para la Copa Mundial de Fútbol de 2014.
En 2014 fue uno de los 25 árbitros seleccionados por la FIFA que arbitraron en la Copa Mundial de Fútbol de 2014 que se celebró en Brasil. En la fase de grupos dirigió el partido polémico entre Países Bajos y Chile del grupo B.
Fue designado en 2015 para dirigir la final de la Copa Africana de Naciones 2015 entre las selecciones de Costa de Marfil y Ghana llevada a cabo el 8 de febrero en el Estadio de Bata en Guinea Ecuatorial.
En el año 2018 fue elegido por la FIFA para arbitrar la Copa Mundial de Fútbol 2018 celebrada en Rusia. La FIFA anunció que había sido seleccionado para arbitrar algunos partidos de la Copa Mundial de la FIFA Catar 2022.

## Copa Mundial de la FIFA
| Copa Mundial de Fútbol de 2014 – Brasil | Copa Mundial de Fútbol de 2014 – Brasil | Copa Mundial de Fútbol de 2014 – Brasil | Copa Mundial de Fútbol de 2014 – Brasil | Copa Mundial de Fútbol de 2014 – Brasil | Copa Mundial de Fútbol de 2014 – Brasil  | Copa Mundial de Fútbol de 2014 – Brasil | Copa Mundial de Fútbol de 2014 – Brasil |
| Fecha                                   | Partido                                 | Sede                                    | Fase                                    | Amonestado                              | Otorgado · Otorgado otra vez · Expulsado | Expulsado                               | Anotado · Penal                         |
| --------------------------------------- | --------------------------------------- | --------------------------------------- | --------------------------------------- | --------------------------------------- | ---------------------------------------- | --------------------------------------- | --------------------------------------- |
| 23 de junio de 2014                     | Países Bajos 2 – 0 Chile                | São Paulo                               | Fase de grupos                          | 2                                       | 0                                        | 0                                       | 0                                       |
| Copa Mundial de Fútbol de 2018 – Rusia  |                                         |                                         |                                         |                                         |                                          |                                         |                                         |
| Fecha                                   | Partido                                 | Sede                                    | Fase                                    | Amonestado                              | Otorgado · Otorgado otra vez · Expulsado | Expulsado                               | Anotado · Penal                         |
| 16 de junio de 2018                     | Perú 0 – 1 Dinamarca                    | Saransk                                 | Fase de grupos                          | 3                                       | 0                                        | 0                                       | 1                                       |